# Société Interprofessionnelle pour la Compensation des Valeurs Mobilières
Mit Société Interprofessionnelle pour la Compensation des Valeurs Mobilières (Sicovam) wurde ein französisches Identifikationssystem (National Securities Identifying Number) für in Frankreich gelistete Wertpapiere (ähnlich der deutschen Wertpapierkennnummer), sowie das Unternehmen, das für die Vergabe dieser verantwortlich war, bezeichnet.
Am 1. Juli 2003 wurde SICOVAM mit der europaweiten Euroclear vereinigt. Seitdem werden ebenfalls keine SICOVAM-Nummern mehr ausgegeben, die mittlerweile durch die Internationale Wertpapierkennnummer (ISIN) abgelöst wurden. Im Zuge der Umstellung von SICOVAMs auf ISINs wurde den ersteren einfach das Länderkürzel FR sowie drei Nullen vorangestellt und am Ende eine Prüfziffer ergänzt.